# Mario García Gómez
Mario García Gómez (Barcelona, 1967) és un polític i educador social català, diputat al Parlament de Catalunya durant la tretzena legislatura, en representació del Partit dels Socialistes de Catalunya.
Es va llicenciar en Filosofia i Ciències de la Educació per la Universitat de Barcelona. També és graduat en Ciències Polítiques i de l’Administració per la UNED. Va completar els seus estudis amb un màster en Comunicació i lideratge polític per la Universitat Autònoma Barcelona, i amb un postgrau en Gestió de Polítiques Educatives de la Universitat de Barcelona.
Ha desenvolupat la seva carrera professional com a educador social, en centres de la DGAIA. També ha fet d'assessor a l'Ajuntament de Barcelona.
El 2021 es va presentar a les eleccions al Parlament de Catalunya, sent escollit el 23è i darrer diputat del PSC a la circumscripció electoral de Barcelona. Com ha diputat, va formar part de les comissions de justícia i d'interior, entre d'altres.